# Хлібозаготівельна криза 1927—1928 років
Хлібозаготівельна криза 1927—1929 pp. — вважається чинником згортання політики НЕПу та початку форсованої колективізації на селі. По поверненню Сталіна з вимушеної подорожі Сибірським краєм, розпочалась боротьба проти Правого ухилу в партії, результатом якої стала консолідація влади та встановлення особистої диктатури Йосипа Сталіна.
Криза 1927—1928 років не була єдиною кризою в Радянському Союзі в 1920-ті — з чотирьох хлібозаготівельних компаній з 1924 по 1927 роки, лише кампанія 1926—1927 років відбулася без якоїсь з криз.

## Причини
За моделлю соціалістичного накопичення капіталу Преображенського селяни мали постачати державі зерно у визначених державою кількостях за встановленими державою заниженими цінами. Низька ціна покупки дозволяла державі отримувати необхідний капітал шляхом перепродажу зерна за вищими цінами. Якщо зерно потрапляло приватним торговцям, тоді втрачався як контроль за ним, так і можливі прибутки.
За умови заниженої ціни, єдиним способом виконання планів заготівель зерна залишався застосування примусу до селян. Колективізація стала саме тим примусом, який дозволив відібрати зерно у селян.

### Заготівельні кампанії
В роки НЕПу, сільгоспвиробники мали право продавати свою продукцію або приватним торговцям (т. з. непменам) або державним заготівельним організаціям, найважливішими з яких були «Центрсоюз», «Хлебоцентр» та «Союзхлеб», всі під наглядом Анастаса Мікояна, Народного комісара з торгівлі.
Щороку Політбюро встановлювало планові показники для заготівельних кампаній та уважно стежило за їх виконанням. Згідно з офіційною статистикою, державні заготівлі зерна впали з 10.6 мільйонів тон в 1926—1927 рр. до 10.1 мільйонів 1927—1928 рр. і 9.25 мільйонів в 1928—1929 рр. Таке падіння обсягів заготівель примусило Радянську владу вперше за історію Росії імпортувати зерно.
Загальний дефіцит хлібопродуктів в Радянському Союзі, а також чималі вивізні наряди призводили до того, що навіть протягом трьох урожайних років (1925, 1926, 1927 рр.) УСРР після виконання призначених для неї союзним центром планів залишалася без видимих перехідних запасів, що закладало підвалини нестабільності республіканського хлібного ринку.
Починаючи з другої половини 1926—1927 хлібозаготівельного року ситуація набуває особливо загрозливого характеру. Прагнення союзного центра вибрати якомога більше хлібу з України обернулось багаторазовим переглядом хлібозаготівельних планів. Загалом від початку узгоджений для УСРР хлібозаготівельний план 1926—1927 р. в обсязі 194 млн пуд. переглядався Москвою у сторону збільшення чотири рази і врешті був доведений до 215 млн пуд.

## Заходи з подолання кризи
В травні 1928 року Сталін озвучив дані, які свідчили про те, що виготовлення зерна досягло рівня довоєнних часів, в той час як заготівлі становили лише половину від рівня довоєнних часів. Провину було покладено на заможних селян та середняків. За його даними, бідні селяни віддавали на заготівлі таку ж частину свого врожаю, як і раніше. Політбюро використало ці дані для обґрунтування «надзвичайних заходів», фактично — примусової конфіскації зерна.
Перші надзвичайні заходи були широко задіяні в жовтні 1927 р. Партійні функціонери, робітники органів внутрішніх справ, секретних служб були направлені в основні сільськогосподарські регіони. На регіональних та місцевих представників партії була покладена особиста відповідальність за виконання плану з хлібозаготівель, були встановлені блок-пости на дорогах, конфісковано зерно з ринків, а торгівля чи спалення зерна загрожувала ув'язненням.
Сталін особисто спостерігав за застосуванням надзвичайних заходів на Уралі та в Сибіру.

## Наслідки
Деякі дослідники вважають, що Сталін остаточно ухвалив рішення форсування колективізації під час спостереження за втіленням надзвичайних заходів. Висновок, зроблений Сталіним, і який став офіційною радянською доктриною, був в тому, що поки селяни залишались вільними, вони могли саботувати індустріалізацію приховуючи зерно.
Зменшення заготівель в кінці 1920-тих трактувалось як зловмисні дії проти радянської влади.